# Monocytoza
Monocytoza – zwiększenie liczby monocytów w rozmazie krwi powyżej 800/μl.
Niektóre z przyczyn monocytozy:
- zakażenia bakteryjne i wirusowe
- zakażenia pierwotniakami
- nowotwory: choroba Hodgkina i niektóre białaczki, takie jak przewlekła białaczka mielomonocytowa (CMML) i monocytarna, ziarnica złośliwa
- choroby autoimmunologiczne i naczyń: toczeń rumieniowaty układowy, reumatoidalne zapalenie stawów i choroby zapalne jelit.
- choroby układowe tkanki łącznej (kolagenozy)
- wrzodziejące zapalenie jelita grubego
- choroby spichrzeniowe
- po splenektomii
- inne przyczyny: sarkoidoza i choroba magazynowania lipidów
- przyczyny związane z krwią i układem odpornościowym: przewlekła neutropenia i zaburzenia mieloproliferacyjne.